# لولوبة ربيعية
لولوبة ربيعية (الاسم العلمي:Spiranthes vernalis) هي نوع من النباتات يتبع جنس اللولوبة من الفصيلة السحلبية.